# Tomotaka Fukagawa
Tomotaka Fukagawa (Hokkaido, 24 juli 1972) is een voormalig Japans voetballer.

## Carrière
Tomotaka Fukagawa speelde tussen 1995 en 2002 voor Cerezo Osaka, Consadole Sapporo en Mito HollyHock.